# PROMELA
PROMELA (Process/Protocol Meta Language, metalinguaggio per processi/protocolli) è un linguaggio di modellazione di verifica. Questo linguaggio consente la creazione dinamica di processi concorrenti del modello, ad esempio di sistemi distribuiti.
PROMELA consiste in una serie di processi che interagiscono per mezzo di:
- Variabili condivise;
- Canali di comunicazione: sincroni (con canali di rendez vous); asincroni (buffer).

I modelli di PROMELA possono essere analizzati con lo SPIN model checker, per verificare che il sistema modellato produca i risultati desiderati.